# The Heart of Juanita
The Heart of Juanita è un film muto del 1919 diretto da George E. Middleton e interpretato da Beatriz Michelena.

## Trama
Nella vecchia California, quando Juanita, regina della sala da ballo di Jim Brandt, scopre il suo amante tra le braccia della nuova ballerina, accoltella Jim e poi fugge, nascondendosi nella capanna di Calvert, un cacciatore che vive come un eremita. Juanita si innamora dell'uomo, ma lui ama Irene, la figlia del pastore. Juanita gli porta le prove che Irene sta invece per fidanzarsi con lo sceriffo Tanner e Calvert reagisce rimproverando aspramente Irene. Questa, per vendicarsi, denuncia a Brandt il nascondiglio della donna che l'ha accoltellato. Poi, non paga, riferisce allo sceriffo che Calvert l'ha aggredita. Tanner, alla testa di un gruppo di uomini a cavallo, assedia la capanna di Calvert che, nel frattempo, è riuscito a buttar fuori Brandt, venuto alla ricerca di Juanita. Mentre la donna tiene a bada con il fucile gli altri uomini, Tanner e Calvert si battono all'arma bianca. Durante il duello, Tanner vede il medaglione del suo avversario che gli fa riconoscere in lui il proprio figlio. Juanita, a causa del suo crimine, viene portata in Messico dove la raggiunge Calvert, ormai innamorato di lei.

## Produzione
Il film fu prodotto dalla California Motion Picture Corporation con il titolo di lavorazione The Passion Flower.

## Distribuzione
Distribuito dalla Robertson-Cole Distributing Corporation (come Superior Pictures), il film uscì nelle sale USA il 5 dicembre 1919.
Non si conoscono copie ancora esistenti della pellicola che viene considerata presumibilmente perduta.